# Doftsköld
Doftsköld (Alocasia odora), även kallad pilsköld, är en kallaväxtart som först beskrevs av John Lindley, och fick sitt nu gällande namn av Karl Heinrich Koch. Doftskölden ingår i släktet Alocasia och familjen kallaväxter. Inga underarter finns listade.

## Bildgalleri

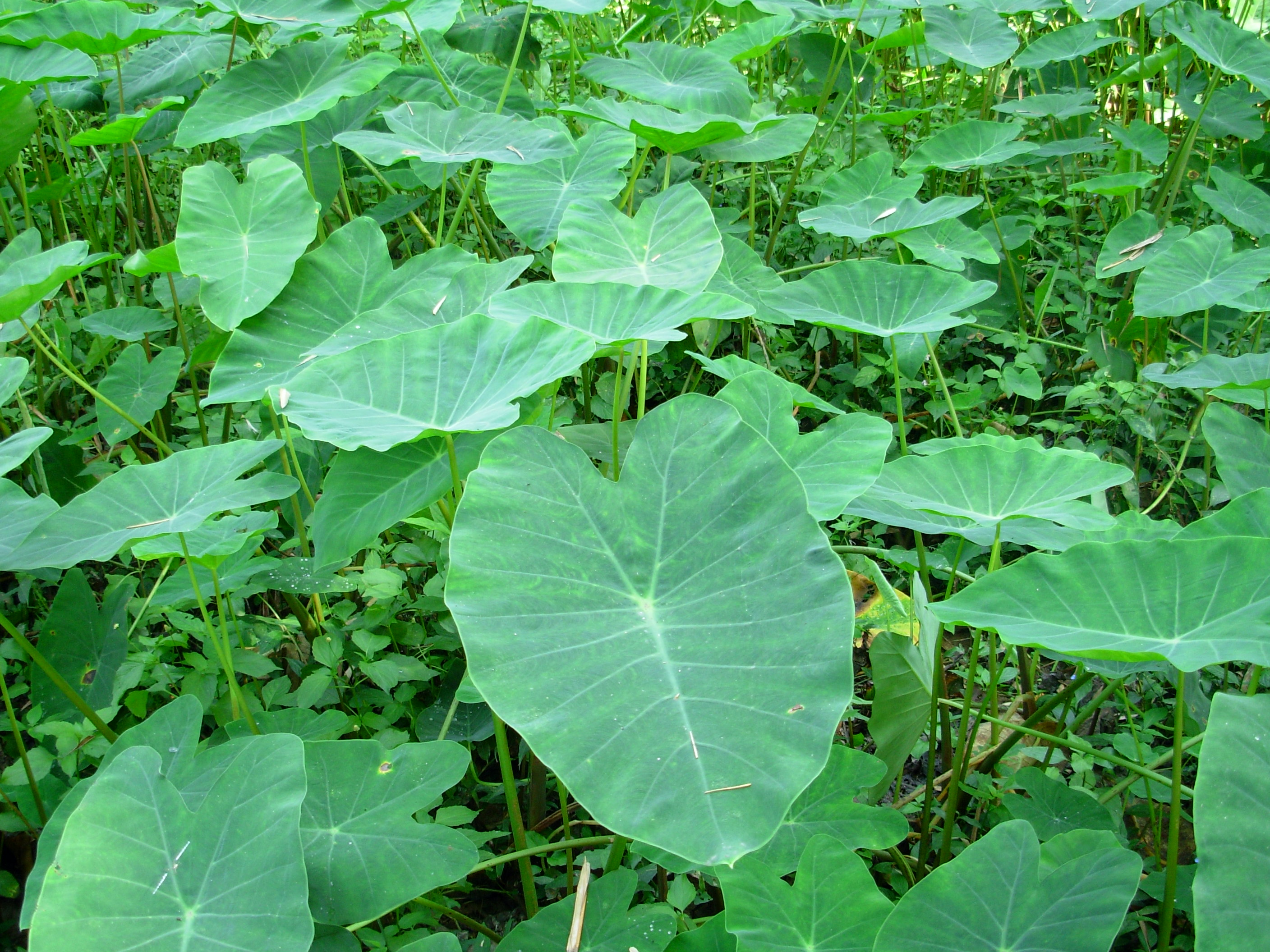
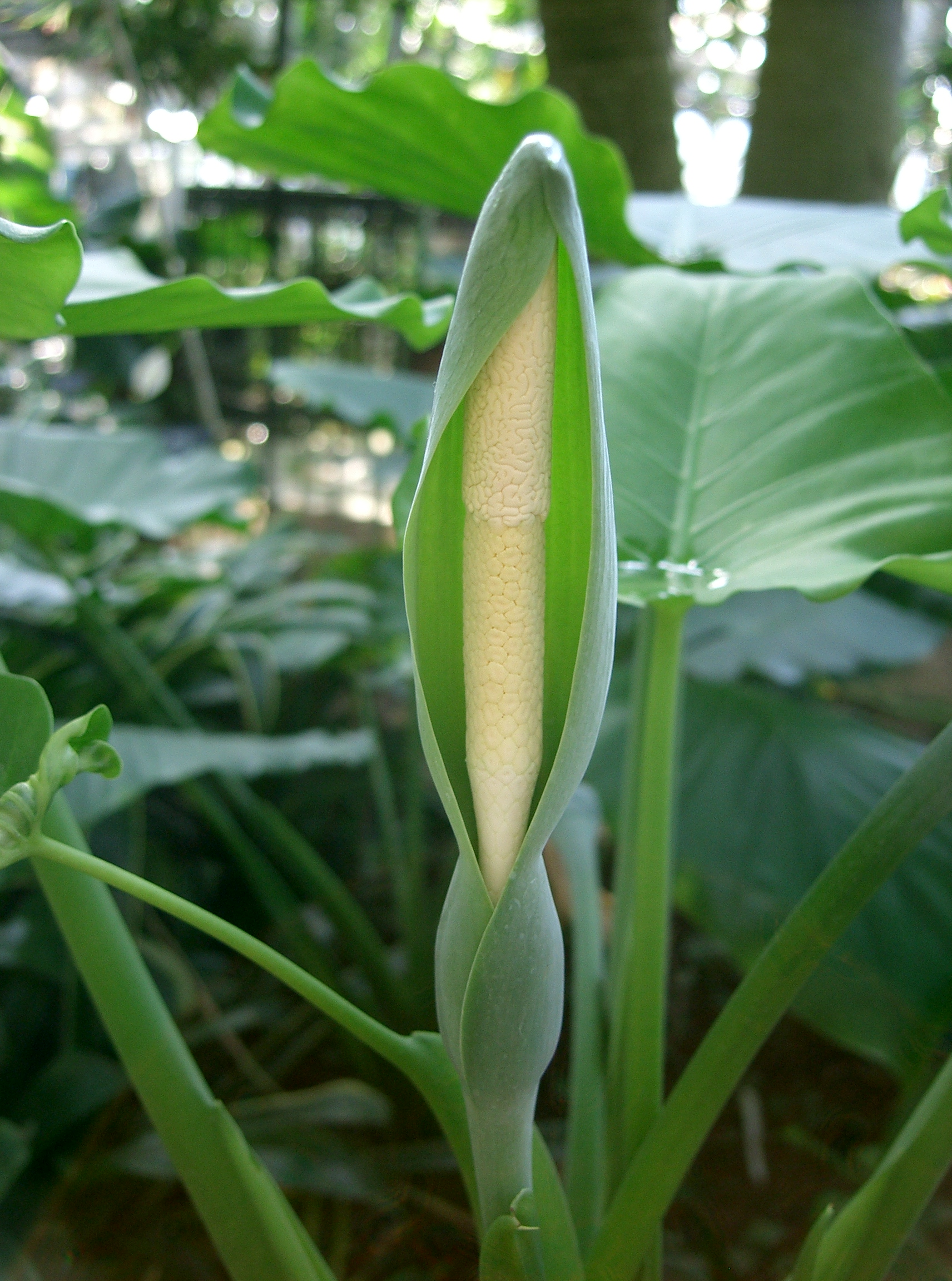